# حرجل
الحرجل ( الاسم العلمي: Solenostemma argel (Del) Hayne, Cynanchum argel Delile) من الفصيلة الدفلية، أسماؤه المحلية: غلاشم ( تارقية، الجزائر).

## الوصف النباتي
هو نبات عشبي حولى إلى معمر، أوراقه بسيطة، ازهاره صغيرة بيضاء اللون مجمعة في نورات خيمية، و هو يزهر في فصل الصيف .اما ثماره فبيضاوية ملساء متحجرة، لونها أحمر داكن .

## الموطن الأصلي و الإنتشار
```
ينتشر نبات الحرجل في العديد من المناطق الجبلية و الصحراوية في الجزيرة العربية و شمال إفريقيا.
```

## المحتويات الكيميائية
```
تحتوي اوراق الحرجل على الكثير من المركبات الكيماوية المفيدة نذكر منها :
```

- جلبكوسيدات استرويديه،
- آرجلين،
- فلافونيدات مثل الكمفيرول والكيرسترين،
- مواد عفصيه ( تاتينات ) ،
- صابونينات / كاردينولات،
- بيتا – سيتوسترول،
- الفا وبيتا - سيلكا-
- مضادات حيوية،

## الاستعمال
```
ملين ومسهل - مخفف لالام المعدة والامعاء - مخفف لآلام المغص الكلوي- مخفف لاعراض التهاب الجهاز التنفسي - 
```

ملطف لاعراض التشنجات العصبية - مدر للبول .

### الطب الشعبي
```
الخصلئص: ملين ومسهل - مخفف لالام المعدة والامعاء - مخفف لآلام المغص الكلوي- مخفف لاعراض التهاب الجهاز .
```

التنفسي - ملطف لاعراض التشنجات العصبية - مدر للبول . ستخدم النبات كمسهل، تنشيط الدورة الدموية، موسع للشعب
```
الهوائية، و مدر للبول .
```

يستعمل الحرجل في علاج الكثير من امراض الجهاز التنفسي والهضمي والعضلات .
علاج ووقايه من الإنفلونزا :
يوضع ملئ ملعقه صغيره من الورق في كوب ماء يغلى ثم يستنشق البخار ليفتح الجيوب الانفيه والشعيبات الهوائية للرئتين ثم يصفى المغلى على ملعقة عسل نحل وعود نعناع أو نقطة من ماء النعناع ويشرب مره أو مرتين يوميا وبإذن الله يشفى من الإنفلونزا والتهاب الجيوب الانفيه وكتمة النفس

### الطب الحديث
أثبتت الأبحاث العلمية التي جرت على الجرذان ان الحرجل مخفظ خفيف لنسبة السكر في الدم. كما تجري ابحاث في السودان لإستعماله في علاج السرطان.